# Дубенська міська рада
Ду́бенська міська́ ра́да — орган місцевого самоврядування в Рівненській області. Адміністративний центр — Дубно.

## Загальні відомості
- Територія ради: 27,04 км²
- Населення ради: 38 073 особи (станом на 1 листопада 2014 року)
- Територією ради протікає річка Іква.

## Населені пункти
Міській раді підпорядковані населені пункти:
- м. Дубно

## Населення
Розподіл населення за віком та статтю (2001):
| Стать | Всього | До 15 років | 15-24 | 25-44 | 45-64 | 65-85 | Понад 85 |
| --- | ------ | ----------- | ----- | ----- | ----- | ----- | -------- |
| Чоловіки | 17 883 | 3605        | 3123  | 5396  | 4006  | 1693  | 60       |
| Жінки | 20 819 | 3341        | 3445  | 5886  | 4910  | 3053  | 184      |
| \| Статево-вікова піраміда \| Статево-вікова піраміда \| Статево-вікова піраміда \| \| ----------------------- \| ----------------------- \| ----------------------- \| \| Чоловіки \| Вік \| Жінки \| \| 60 \| 85 + \| 184 \| \| 117 \| 80-84 \| 316 \| \| 300 \| 75-79 \| 737 \| \| 586 \| 70-74 \| 949 \| \| 690 \| 65-69 \| 1051 \| \| 839 \| 60-64 \| 1117 \| \| 688 \| 55-59 \| 907 \| \| 1184 \| 50-54 \| 1390 \| \| 1295 \| 45-49 \| 1496 \| \| 1523 \| 40-44 \| 1778 \| \| 1277 \| 35-39 \| 1426 \| \| 1293 \| 30-34 \| 1325 \| \| 1303 \| 25-29 \| 1357 \| \| 1269 \| 20-24 \| 1342 \| \| 1854 \| 15-20 \| 2103 \| \| 1494 \| 10-14 \| 1353 \| \| 1199 \| 5-9 \| 1108 \| \| 912 \| 0-4 \| 880 \| |        |             |       |       |       |       |          |
| Статево-вікова піраміда |        |             |       |       |       |       |          |
| Чоловіки | Вік    | Жінки       |       |       |       |       |          |
| 60 | 85 +   | 184         |       |       |       |       |          |
| 117 | 80-84  | 316         |       |       |       |       |          |
| 300 | 75-79  | 737         |       |       |       |       |          |
| 586 | 70-74  | 949         |       |       |       |       |          |
| 690 | 65-69  | 1051        |       |       |       |       |          |
| 839 | 60-64  | 1117        |       |       |       |       |          |
| 688 | 55-59  | 907         |       |       |       |       |          |
| 1184 | 50-54  | 1390        |       |       |       |       |          |
| 1295 | 45-49  | 1496        |       |       |       |       |          |
| 1523 | 40-44  | 1778        |       |       |       |       |          |
| 1277 | 35-39  | 1426        |       |       |       |       |          |
| 1293 | 30-34  | 1325        |       |       |       |       |          |
| 1303 | 25-29  | 1357        |       |       |       |       |          |
| 1269 | 20-24  | 1342        |       |       |       |       |          |
| 1854 | 15-20  | 2103        |       |       |       |       |          |
| 1494 | 10-14  | 1353        |       |       |       |       |          |
| 1199 | 5-9    | 1108        |       |       |       |       |          |
| 912 | 0-4    | 880         |       |       |       |       |          |

## Склад ради
Рада складається з 26 депутатів та голови.
- Голова ради: Антонюк Василь Михайлович
- Секретар ради: Недашковський Віктор Альбертович

### Керівники міста
| ПІБ                                            | Основні відомості                                                  | Дата обрання    | Дата звільнення    |
| ---------------------------------------------- | ------------------------------------------------------------------ | --------------- | ------------------ |
| Голова управи Польсько-Литовська влада         | Голова управи                                                      |                 | 1775               |
| Голова управи під окупацією Російської імперії | Голова управи                                                      | 1775            | 1917               |
| Голова управи Українська народна республіка    | Голова управи                                                      | 1917            | 1921               |
| Ковальський Сігізмунд                          | Голова окружної управи в Дубні, Польська республіка                | 18 березня 1921 | 18 вересня 1939    |
| Кученко Харитон Сидорович                      | Голова тимчасового органу управління в м.Дубно, радянська окупація | 18 вересня 1939 | грудень 1939       |
| Голова виконкому міської ради                  | Голова виконкому міської ради Дубна, радянська окупація            | грудень 1939    | 20 лютого 1940     |
| Козійчук Сидір Онуфрійович                     | Голова виконкому міської ради Дубна, радянська окупація            | 20 лютого 1940  | 25 червня 1941     |
| Сацюк Олекса                                   | Голова окружної управи під час німецької окупації                  | червень 1941    | вересень 1942      |
| Голова окружної управи                         | Голова окружної управи під час німецької окупації                  | вересень 1942   | березень 1944      |
| Зіньков Аполон Савович                         | Голова виконкому міської ради Дубна                                | травень 1944    | серпень 1944       |
| Снасть Авсей Шмульович                         | Голова виконкому міської ради Дубна                                | квітень 1945    | лютий 1947         |
| Ковальський Олександр Йосипович                | Голова виконкому міської ради Дубна                                | лютий 1948      | жовтень 1949       |
| Кислюк Володимир Омельянович                   | Голова виконкому міської ради Дубна, 1905 р.н., с.Семидуби         | жовтень 1949    | вересень 1950      |
| Чумицький Феодосій Миколайович                 | Голова виконкому міської ради Дубна                                | грудень 1951    | квітень 1952       |
| Безкопильний Володимир Лукач                   | Голова виконкому міської ради Дубна                                | квітень 1952    | березень 1953 року |
| Чумицький Феодосій Миколайович                 | Голова виконкому міської ради Дубна                                | березень 1953   | жовтень 1954 року  |
| Калмаков Іван Маркович                         | Голова виконкому міської ради Дубна                                | листопад 1955   | березень 1963      |
| Тур Григорій Федорович                         | Голова виконкому міської ради Дубна                                | березень 1963   | січень 1968        |
| Маркопольський Володимир Іванович              | Голова виконкому міської ради Дубна                                | січень 1968     | червень 1973       |
| Діанов Віктор Миколайович                      | Голова виконкому міської ради Дубна                                | червень 1973    | червень 1975       |
| Демчинський Борис Гнатович                     | Голова виконкому міської ради Дубна                                | січень 1978     | листопад 1980      |
| Шубін Едуард Миколайович                       | Голова виконкому міської ради Дубна                                | 1980            | 1988               |
| Мамчур Василь Романович                        | Голова виконкому міської ради Дубна                                | листопад 1988   | лютий 1990         |
| Білий Василь Павлович                          | Голова виконкому міської ради Дубна                                | лютий 1990      | квітень 1992       |
| Васильченко Василь Миколайович                 | Міський голова                                                     | квітень 1992    | липень 1994        |
| Шубін Едуард Миколайович                       | Міський голова                                                     | 1994            | 1996               |
| Антонюк Василь Михайлович                      | Міський голова                                                     | жовтень 1996    | березень 1998      |
| Гаврилюк Дмитро Васильович                     | Міський голова                                                     | березень 1998   | вересень 1999      |
| Никитюк Віталій Степанович                     | Міський голова                                                     | вересень 1999   | жовтень 2005       |
| Дудко Леонід Іванович                          | Міський голова, 1958 року народження                               | 26.03.2006      | 31.10.2010         |
| Антонюк Василь Михайлович                      | Міський голова, 1955 року народження, освіта вища, безпартійний    | 31.10.2010      |                    |

Примітка: таблиця складена за даними джерела

### Депутати
За результатами місцевих виборів 2020 року депутатами ради стали 26 депутатів:

#### За суб'єктами висування
| Суб'єкт висування                                        | Кількість обраних депутатів | %     |
| -------------------------------------------------------- | --------------------------- | ----- |
| Політична партія «Європейська Солідарність»              | 5                           | 19.23 |
| Політична партія «Пропозиція»                            | 3                           | 11.54 |
| Політична партія «Всеукраїнське об’єднання «Батьківщина» | 3                           | 11.54 |
| Політична партія «Слуга народу»                          | 3                           | 11.54 |
| Політична партія «Сила і Честь»                          | 2                           | 7.69  |
| Політична партія «Голос»                                 | 2                           | 7.69  |
| Політична партія «Народний рух України»                  | 2                           | 7.69  |
| Політична партія «Всеукраїнське об’єднання «Свобода»     | 2                           | 7.69  |
| Політична партія «Радикальна партія Олега Ляшка»         | 2                           | 7.69  |
| Політична партія «За майбутнє»                           | 2                           | 7.69  |

#### За округами
| № округу                                                                             | Прізвище, ім'я, по батькові      | Дата визнання обраним | Освіта                    | Партійна приналежність                                                                     | Відомості про обраного депутата                                                |
| ------------------------------------------------------------------------------------ | -------------------------------- | --------------------- | ------------------------- | ------------------------------------------------------------------------------------------ | ------------------------------------------------------------------------------ |
| Народна Партія                                                                       |                                  |                       |                           |                                                                                            |                                                                                |
| 18                                                                                   | Козловський Олексій Андрійович   | 14.11.2010            | Освіта вища               | член Народної партії                                                                       | пенсіонер                                                                      |
| Партія регіонів                                                                      |                                  |                       |                           |                                                                                            |                                                                                |
| б/м                                                                                  | Ткачук Микола Олександрович      | 14.11.2010            | Освіта вища               | член Партії регіонів                                                                       | УПФУ в Дубенському районі, заступник начальника                                |
| б/м                                                                                  | Чорнопиский Андрій Григорович    | 14.11.2010            | Освіта вища               | член Партії регіонів                                                                       | пенсіонер                                                                      |
| 2                                                                                    | Петровський Михайло Анатолійович | 14.11.2010            | Освіта вища               | член Партії регіонів                                                                       | приватний підприємець                                                          |
| Політична партія Всеукраїнське об'єднання «Батьківщина»                              |                                  |                       |                           |                                                                                            |                                                                                |
| б/м                                                                                  | Карп'юк Олександр Петрович       | 14.11.2010            | Освіта вища               | член Всеукраїнського об'єднання «Батьківщина»                                              | Дубенська міська рада, заступник міського голови                               |
| б/м                                                                                  | Шесталюк Юрій Юрійович           | 14.11.2010            | Освіта вища               | член Всеукраїнського об'єднання «Батьківщина»                                              | Телерадіокомпанія «Дубно», головний редактор                                   |
| б/м                                                                                  | Єфімчук Тетяна Володимирівна     | 14.11.2010            | Освіта вища               | член Всеукраїнського об'єднання «Батьківщина»                                              | Міський відділ культури і туризму Дубенської міської ради, головний спеціаліст |
| б/м                                                                                  | Цибочкіна Надія Володимирівна    | 24.11.2010            | Освіта середня спеціальна | член Всеукраїнського об'єднання «Батьківщина»                                              | Відділ освіти Дубенської райдержадміністрації, начальник господарської групи   |
| 1                                                                                    | Хижняк Андрій Васильович         | 14.11.2010            | Освіта вища               | член Всеукраїнського об'єднання «Батьківщина»                                              | ПП «Будінвест-сервіс», директор                                                |
| 6                                                                                    | Швед Олег Іванович               | 14.11.2010            | Освіта вища               | позапартійний                                                                              | приватний підприємець                                                          |
| 7                                                                                    | Супрун Олег Степанович           | 14.11.2010            | Освіта вища               | член Всеукраїнського об'єднання «Батьківщина»                                              | ПП «Архдизайн», директор                                                       |
| 15                                                                                   | Степанюк Віктор Костянтинович    | 14.11.2010            | Освіта вища               | член Всеукраїнського об'єднання «Батьківщина»                                              | ПП Лівар С.О, енергетик                                                        |
| 16                                                                                   | Золотар Ігор Степанович          | 14.11.2010            | Освіта вища               | член Всеукраїнського об'єднання «Батьківщина»                                              | ТзОВ СП «Нива», головний енергетик                                             |
| Політична партія Всеукраїнське об'єднання «Свобода»                                  |                                  |                       |                           |                                                                                            |                                                                                |
| б/м                                                                                  | Галета Богдан Васильович         | 14.11.2010            | Освіта середня            | член Всеукраїнського об'єднання «Свобода»                                                  | ТзОВ Меркур — Україна, директор                                                |
| б/м                                                                                  | Ніколайчук Михайло Павлович      | 14.11.2010            | Освіта середня            | член Всеукраїнського об'єднання «Свобода»                                                  | приватний підприємець                                                          |
| б/м                                                                                  | Омельчук Володимир Васильович    | 14.11.2010            | Освіта вища               | позапартійний                                                                              | Дубенський коледж РДГУ, завідувач кафедрою                                     |
| Політична партія Народний Рух України                                                |                                  |                       |                           |                                                                                            |                                                                                |
| б/м                                                                                  | Ліснічук Наталія Михайлівна      | 14.11.2010            | Освіта вища               | член Народного Руху України                                                                | приватний підприємець                                                          |
| б/м                                                                                  | Морозюк Віталій Васильович       | 14.11.2010            | Освіта вища               | член Народного Руху України                                                                | пенсіонер                                                                      |
| 13                                                                                   | Андрощук Ростислав Васильович    | 14.11.2010            | Освіта вища               | член Народного Руху України                                                                | Дубенська міська лікарня матері та дитини, головний лікар                      |
| 17                                                                                   | Горбачук Юрій Васильович         | 14.11.2010            | Освіта вища               | позапартійний                                                                              | Дубенський будинок-інтернат для інвалідів та пристарілих, директор             |
| Політична партія «Наша Україна»                                                      |                                  |                       |                           |                                                                                            |                                                                                |
| б/м                                                                                  | Дудко Леонід Іванович            | 14.11.2010            | Освіта вища               | член Політичної партії «Наша Україна»                                                      | Дубенська міська рада, міський голова                                          |
| б/м                                                                                  | Мельник Сергій Олександрович     | 14.11.2010            | Освіта вища               | член Політичної партії «Наша Україна»                                                      | Дубенська міська стомат поліклініка, головний лікар                            |
| б/м                                                                                  | Рамський Андрій Георгійович      | 14.11.2010            | Освіта вища               | член Політичної партії «Наша Україна»                                                      | Станція юнних техніків, директор                                               |
| 3                                                                                    | Ружнілов Віктор Олексійович      | 14.11.2010            | Освіта вища               | позапартійний                                                                              | Дубенський медичний коледж РДГУ, заступник директора                           |
| 4                                                                                    | Пожарський Анатолій Степанович   | 14.11.2010            | Освіта вища               | позапартійний                                                                              | Будинок дітей та молоді, методист                                              |
| 5                                                                                    | Шегера Людмила Ростиславівна     | 14.11.2010            | Освіта вища               | член Політичної партії «Наша Україна»                                                      | приватний підприємець                                                          |
| 11                                                                                   | Сорока Володимир Олександрович   | 14.11.2010            | Освіта вища               | член Політичної партії «Наша Україна»                                                      | Дубенська міська поліклініка, головний лікар                                   |
| 12                                                                                   | Будзін Віктор Аркадійович        | 14.11.2010            | Освіта вища               | член Політичної партії «Наша Україна»                                                      | Дубенська міська рада, перший заступник міського голови                        |
| 14                                                                                   | Вознюк Роман Володимирович       | 14.11.2010            | Освіта вища               | позапартійний                                                                              | Підприємство "Система комплексної безпеки «Сатурн-2000», інженер               |
| Політична партія «УДАР (Український Демократичний Альянс за Реформи) Віталія Кличка» |                                  |                       |                           |                                                                                            |                                                                                |
| б/м                                                                                  | Васильєв Іван Васильович         | 14.11.2010            | Освіта вища               | член Політичної партії «УДАР (Український Демократичний Альянс за Реформи) Віталія Кличка» | Дубенське управління експлуатації газового господар-ства, заступник голови     |
| б/м                                                                                  | Куртов Віталій Володимирович     | 14.11.2010            | Освіта вища               | член Політичної партії «УДАР (Український Демократичний Альянс за Реформи) Віталія Кличка» | пенсіонер                                                                      |
| Політична партія «Фронт Змін»                                                        |                                  |                       |                           |                                                                                            |                                                                                |
| б/м                                                                                  | Богомаз Віктор Йосипович         | 14.11.2010            | Освіта вища               | член Політичної партії «Фронт Змін»                                                        | ВАТ «Козинагропромтехніка», директор                                           |
| б/м                                                                                  | Нетреба Вадим Володимирович      | 14.11.2010            | Освіта вища               | член Політичної партії «Фронт Змін»                                                        | Відділ освіти Дубенської міської ради, начальник                               |
| 8                                                                                    | Березовський Павло Павлович      | 14.11.2010            | Освіта вища               | член Політичної партії «Фронт Змін»                                                        | Обласний тижневик «Скриня», журналіст                                          |
| 9                                                                                    | Янок Петро Григорович            | 14.11.2010            | Освіта вища               | член Політичної партії «Фронт Змін»                                                        | Дубенська загальноосвітня школа № 5, директор                                  |
| 10                                                                                   | Шаламай Андрій Васильович        | 14.11.2010            | Освіта вища               | член Політичної партії «Фронт Змін»                                                        | приватний підприємець                                                          |